# Franco Armani
Franco Armani (Casilda, 16 oktober 1986) is een Argentijns voetballer die speelt als doelman. In januari 2018 verruilde hij Atlético Nacional voor River Plate. Armani maakte in 2018 zijn debuut in het Argentijns voetbalelftal, waarmee hij in 2022 wereldkampioen werd.

## Clubcarrière
Armani speelde in de jeugd van Ferro Carril Oeste en maakte ook zijn debuut bij die club. Na anderhalf jaar onder de lat bij Deportivo Merlo verkaste de Argentijn naar Atlético Nacional. Na drie seizoenen met minder dan tien competitieoptredens kreeg Armani steeds meer wedstrijden toebedeeld. Zesmaal werd de sluitpost landskampioen met de Colombiaanse club en in 2016 werd de Copa Libertadores gewonnen, toen in de finale werd afgerekend met Independiente del Valle. Aan het begin van 2018 keerde Armani terug naar Argentinië, waar hij voor River Plate ging spelen. Die club betaalde ruim drie miljoen euro voor zijn diensten en hij zette zijn handtekening onder een verbintenis voor de duur van drieënhalf jaar. Met zijn terugkeer hoopte Armani een plekje te veroveren in het nationale elftal. Al na een halfjaar werd zijn contract bij River Plate met één seizoen verlengd. De verbintenis van Armani werd begin 2021 opengebroken en opnieuw met een jaar verlengd. Een jaar later werd er anderhalf jaar extra toegevoegd aan het contract. In april 2024 werd zijn verbintenis opengebroken en verlengd tot en met december 2026.

## Clubstatistieken
| Seizoen | Club               | Competitie       | Competitie | Competitie | Beker | Beker | Internationaal | Internationaal | Totaal | Totaal |
| Seizoen | Club               | Competitie       | Wed.       | Dlp.       | Wed.  | Dlp.  | Wed.           | Dlp.           | Wed.   | Dlp.   |
| ------- | ------------------ | ---------------- | ---------- | ---------- | ----- | ----- | -------------- | -------------- | ------ | ------ |
| 2008/09 | Ferro Carril Oeste | Primera B        | 1          | 0          | 0     | 0     | —              | —              | 1      | 0      |
| 2008/09 | Deportivo Merlo    | Primera B        | 2          | 0          | 0     | 0     | —              | —              | 2      | 0      |
| 2009/10 | Deportivo Merlo    | Primera B        | 35         | 0          | 0     | 0     | —              | —              | 35     | 0      |
| 2010    | Atlético Nacional  | Primera A        | 2          | 0          | 0     | 0     | —              | —              | 2      | 0      |
| 2011    | Atlético Nacional  | Primera A        | 8          | 0          | 16    | 0     | —              | —              | 24     | 0      |
| 2012    | Atlético Nacional  | Primera A        | 3          | 0          | 9     | 0     | 0              | 0              | 12     | 0      |
| 2013    | Atlético Nacional  | Primera A        | 14         | 0          | 6     | 0     | 8              | 0              | 28     | 0      |
| 2014    | Atlético Nacional  | Primera A        | 21         | 0          | 4     | 0     | 19             | 0              | 44     | 0      |
| 2015    | Atlético Nacional  | Primera A        | 29         | 0          | 4     | 0     | 3              | 0              | 36     | 0      |
| 2016    | Atlético Nacional  | Primera A        | 20         | 0          | 6     | 0     | 16             | 0              | 42     | 0      |
| 2017    | Atlético Nacional  | Primera A        | 38         | 0          | 4     | 0     | 8              | 0              | 50     | 0      |
| 2017/18 | River Plate        | Primera División | 14         | 0          | 1     | 0     | 6              | 0              | 21     | 0      |
| 2018/19 | River Plate        | Primera División | 20         | 0          | 9     | 0     | 12             | 0              | 41     | 0      |
| 2019/20 | River Plate        | Primera División | 21         | 0          | 6     | 0     | 9              | 0              | 35     | 0      |
| 2020/21 | River Plate        | Primera División | 6          | 0          | 0     | 0     | 11             | 0              | 17     | 0      |
| 2021    | River Plate        | Primera División | 34         | 0          | 2     | 0     | 9              | 0              | 45     | 0      |
| 2022    | River Plate        | Primera División | 38         | 0          | 3     | 0     | 7              | 0              | 48     | 0      |
| 2023    | River Plate        | Primera División | 41         | 0          | 2     | 0     | 8              | 0              | 51     | 0      |
| 2024    | River Plate        | Primera División | 37         | 0          | 4     | 0     | 12             | 0              | 53     | 0      |
| 2025    | River Plate        | Primera División | 16         | 0          | 0     | 0     | 3              | 0              | 19     | 0      |
| Totaal  | Totaal             | Totaal           | 400        | 0          | 76    | 0     | 141            | 0              | 617    | 0      |

Bijgewerkt op 6 mei 2025.

## Interlandcarrière
Armani trouwde in 2017 met zijn Colombiaanse vrouw en hij vroeg hierop ook een Colombiaans paspoort aan. Hij benadrukte echter niet voor Colombia te willen spelen maar te hopen op een uitnodiging voor het Argentijns voetbalelftal. De doelman werd in mei 2018 door bondscoach Jorge Sampaoli opgenomen in de selectie van Argentinië voor het wereldkampioenschap in Rusland. Na een gelijkspel tegen IJsland en een nederlaag tegen Kroatië kwam er veel kritiek op Willy Caballero, die van Sampaoli de voorkeur had gekregen als eerste doelman. Voor de derde groepswedstrijd tegen Nigeria koos hij voor Armani onder de lat. Dit duel werd met 1–2 gewonnen, waardoor Argentinië doorging naar de volgende ronde. Daarin werd gespeeld tegen Frankrijk. Armani kreeg opnieuw de voorkeur boven Caballero en met hem op doel werd met 4–3 verloren. Zijn toenmalige teamgenoten Enzo Pérez (eveneens Argentinië) en Juan Fernando Quintero (Colombia) waren ook actief op het eindtoernooi. Armani was een jaar na het WK eerste doelman op de Copa América 2019, waarop Argentinië derde werd. Zijn toenmalige teamgenoten Milton Casco en Matías Suárez (beiden eveneens Argentinië) waren ook actief op het eindtoernooi.
In oktober 2022 werd Armani door bondscoach Lionel Scaloni opgenomen in de voorselectie van Argentinië voor het WK 2022. Hij werd drie weken later ook opgenomen in de definitieve selectie. Tijdens dit WK werd Argentinië wereldkampioen door Frankrijk in de finale te verslaan na strafschoppen. Eerder werd een groep met Saoedi-Arabië, Mexico en Polen overleefd en werden Australië, Nederland en Kroatië in de knock-outfase uitgeschakeld. Armani kwam niet in actie. Zijn toenmalige clubgenoot Nicolás de la Cruz (Uruguay) was ook actief op het toernooi.
| Interlands van Franco Armani voor Argentinië | Interlands van Franco Armani voor Argentinië | Interlands van Franco Armani voor Argentinië | Interlands van Franco Armani voor Argentinië | Interlands van Franco Armani voor Argentinië | Interlands van Franco Armani voor Argentinië | Interlands van Franco Armani voor Argentinië |
| №                                            | Datum                                        | Wedstrijd                                    | Uitslag                                      | Competitie                                   | Goals                                        |                                              |
| Als speler bij River Plate                   | Als speler bij River Plate                   | Als speler bij River Plate                   | Als speler bij River Plate                   | Als speler bij River Plate                   | Als speler bij River Plate                   | Als speler bij River Plate                   |
| -------------------------------------------- | -------------------------------------------- | -------------------------------------------- | -------------------------------------------- | -------------------------------------------- | -------------------------------------------- | -------------------------------------------- |
| 1                                            | 26 juni 2018                                 | Nigeria – Argentinië                         | 1 – 2                                        | WK 2018                                      |                                              |                                              |
| 2                                            | 30 juni 2018                                 | Frankrijk – Argentinië                       | 4 – 3                                        | WK 2018                                      |                                              |                                              |
| 3                                            | 11 september 2018                            | Colombia – Argentinië                        | 0 – 0                                        | Vriendschappelijk                            |                                              |                                              |
| 4                                            | 22 maart 2019                                | Venezuela – Argentinië                       | 3 – 1                                        | Vriendschappelijk                            |                                              |                                              |
| 5                                            | 7 juni 2019                                  | Argentinië – Nicaragua                       | 5 – 1                                        | Vriendschappelijk                            |                                              |                                              |
| 6                                            | 15 juni 2019                                 | Argentinië – Colombia                        | 0 – 2                                        | Copa América 2019                            |                                              |                                              |
| 7                                            | 19 juni 2019                                 | Argentinië – Paraguay                        | 1 – 1                                        | Copa América 2019                            |                                              |                                              |
| 8                                            | 23 juni 2019                                 | Qatar – Argentinië                           | 0 – 2                                        | Copa América 2019                            |                                              |                                              |
| 9                                            | 28 juni 2019                                 | Venezuela – Argentinië                       | 0 – 2                                        | Copa América 2019                            |                                              |                                              |
| 10                                           | 2 juli 2019                                  | Brazilië – Argentinië                        | 2 – 0                                        | Copa América 2019                            |                                              |                                              |
| 11                                           | 6 juli 2019                                  | Argentinië – Chili                           | 2 – 1                                        | Copa América 2019                            |                                              |                                              |
| 12                                           | 8 oktober 2020                               | Argentinië – Ecuador                         | 1 – 0                                        | WK 2022 kwalificatie                         |                                              |                                              |
| 13                                           | 13 oktober 2020                              | Bolivia – Argentinië                         | 1 – 2                                        | WK 2022 kwalificatie                         |                                              |                                              |
| 14                                           | 12 november 2020                             | Argentinië – Paraguay                        | 1 – 1                                        | WK 2022 kwalificatie                         |                                              |                                              |
| 15                                           | 17 november 2020                             | Peru – Argentinië                            | 0 – 2                                        | WK 2022 kwalificatie                         |                                              |                                              |
| 16                                           | 28 juni 2021                                 | Argentinië – Bolivia                         | 4 – 1                                        | Copa América 2021                            |                                              |                                              |
| 17                                           | 25 maart 2022                                | Argentinië – Venezuela                       | 3 – 0                                        | WK 2022 kwalificatie                         |                                              |                                              |
| 18                                           | 5 juni 2022                                  | Argentinië – Estland                         | 5 – 0                                        | Vriendschappelijk                            |                                              |                                              |
| 19                                           | 28 maart 2023                                | Argentinië – Curaçao                         | 7 – 0                                        | Vriendschappelijk                            |                                              |                                              |

Bijgewerkt op 6 mei 2025.

## Erelijst
| Competitie                     |                   |                                                                                          |                   |                   |
| Competitie                     | Aantal            | Jaren                                                                                    |                   |                   |
| Atlético Nacional              | Atlético Nacional | Atlético Nacional                                                                        | Atlético Nacional | Atlético Nacional |
| ------------------------------ | ----------------- | ---------------------------------------------------------------------------------------- | ----------------- | ----------------- |
| Primera A                      | 6                 | 2011 Apertura, 2013 Apertura, 2013 Clausura, 2014 Apertura, 2015 Clausura, 2017 Apertura |                   |                   |
| Copa Colombia                  | 3                 | 2012, 2013, 2016                                                                         |                   |                   |
| Copa Libertadores              | 1                 | 2016                                                                                     |                   |                   |
| River Plate                    |                   |                                                                                          |                   |                   |
| Primera División               | 2                 | 2021, 2023                                                                               |                   |                   |
| Copa Argentina                 | 1                 | 2019                                                                                     |                   |                   |
| Supercopa Argentina            | 3                 | 2017/18, 2019/20, 2024                                                                   |                   |                   |
| Argentinië                     |                   |                                                                                          |                   |                   |
| Wereldkampioenschap            | 1                 | 2022                                                                                     |                   |                   |
| Copa América                   | 1                 | 2021                                                                                     |                   |                   |
| CONMEBOL–UEFA Cup of Champions | 1                 | 2022                                                                                     |                   |                   |